# Pedrocortesella
Pedrocortesella är ett släkte av kvalster. Pedrocortesella ingår i familjen Licnodamaeidae.

## Dottertaxa tillPedrocortesella, i alfabetisk ordning[1]
- Pedrocortesella africana
- Pedrocortesella anica
- Pedrocortesella augusta
- Pedrocortesella bannisteri
- Pedrocortesella bithongabela
- Pedrocortesella callitarsus
- Pedrocortesella calmorum
- Pedrocortesella conundrum
- Pedrocortesella cornuta
- Pedrocortesella cryptoreticulata
- Pedrocortesella fusca
- Pedrocortesella gunjina
- Pedrocortesella gymnonota
- Pedrocortesella hangayi
- Pedrocortesella hardyi
- Pedrocortesella impedita
- Pedrocortesella kanangra
- Pedrocortesella leei
- Pedrocortesella minuta
- Pedrocortesella monicai
- Pedrocortesella montis
- Pedrocortesella neonominata
- Pedrocortesella nortoni
- Pedrocortesella obesa
- Pedrocortesella parva
- Pedrocortesella propinqua
- Pedrocortesella pulchra
- Pedrocortesella reticulata
- Pedrocortesella rjabinini
- Pedrocortesella sculptrata
- Pedrocortesella semireticulata
- Pedrocortesella stellata
- Pedrocortesella subula
- Pedrocortesella temperata
- Pedrocortesella tristius
- Pedrocortesella truncata